# Kyiv Modern-Ballet
 (juillet 2025).

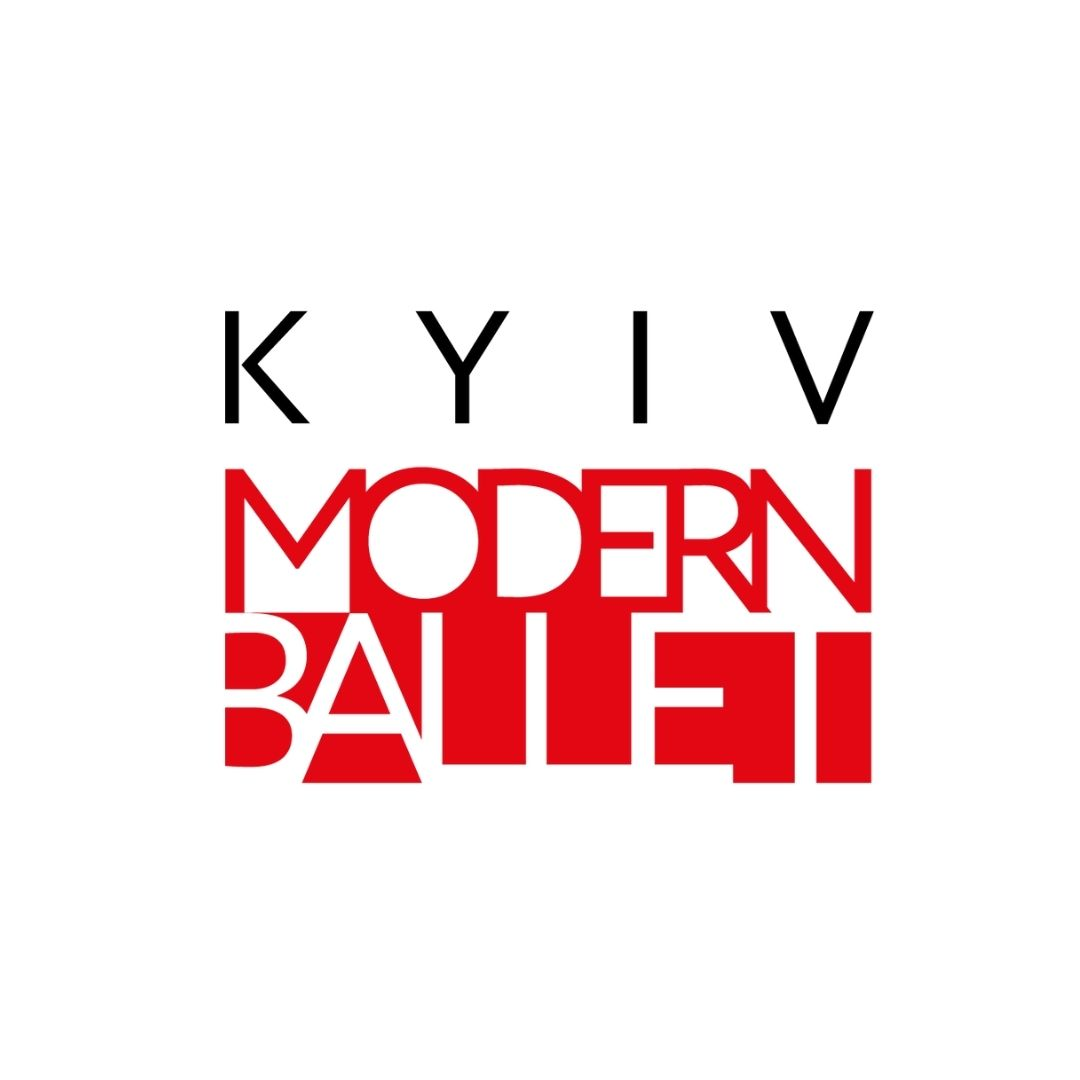
Logo.

Le théâtre académique Kyiv Modern-ballet (en ukrainien : « Київ Модерн-балет » ; en français : « Ballet moderne de Kyiv », dont le nom complet est « Établissement communal « Théâtre et lieu de divertissement culturel - Théâtre académique Kyiv Modern-ballet » ») est un théâtre ukrainien de chorégraphie moderne, créé à Kiev en 2005, conçu comme un théâtre d'auteur, dont le répertoire et les priorités artistiques sont déterminés par la production d'un seul chorégraphe.
Ce théâtre cherche à créer un laboratoire artistique de danse moderne grâce à ses expériences audacieuses, à ses interprétations originales et non conventionnelles d'intrigues théâtrales mondialement connues, ainsi qu'à la rénovation et à l'enrichissement de la forme et du langage de cette danse. Il se produit très souvent en tournée, tant en Ukraine qu'à l'étranger. Le fondateur et maître de ballet en chef du théâtre est Radu Poklitaru, artiste émérite d'Ukraine, lauréat du prix national Shevchenko d'Ukraine et artiste du peuple de Moldavie,.